# Chaabi (Marocco)
Chaabi (letteralmente "popolare") si riferisce a diversi tipi di musica tradizionale del Marocco, che combina musica popolare rurale e urbana.
Il genere è iniziato come musica di strada eseguita in piazze e suk e può essere ascoltata nei caffè, nei ristoranti e ai matrimoni.
Le varietà rurali includono Jerra e al-Aïta (letteralmente "il grido"). Sono noti diversi artisti che interpretano questo genere, come Hajib, Stati, Najat Aatabou, Senhaji e Khalid Bennani.
Le varietà urbane sono chiamate Sahli. Straordinariamente con Cheb Bilal, Said Senhaji ha duettato con Reda Taliani. Zina Daoudia ha suonato con Cheba Zahouania, che è algerina. Altri cantanti come Hamid El Qasry si sono esibiti con Cheb Khaled. Inoltre Faadhel Al Mazrou'eây (cantante di Khaleeji) è diventato famoso con la sua canzone Khaleeji-Cha'âby Le'khyan Jani e Ya Saheby (con Said Senhaji). Emna Fakher, cantante tunisina, ha interpretato la celebre canzone di Najat Aatabou J'en Ai Marre.